# Hecajapyx bucketti
Hecajapyx bucketti är en urinsektsart som beskrevs av Smith 1964. Hecajapyx bucketti ingår i släktet Hecajapyx och familjen Japygidae. Inga underarter finns listade i Catalogue of Life.